# Кубок африканських націй 2017 (склади)
У цій статті перераховані склади національних футбольних збірних на Кубок африканських націй 2017 року в Габоні, що проходить у період з 14 січня по 5 лютого 2017 року.
Інформація про клуби, кількість матчів за збірну, а також вік футболістів вказані станом на день початку турніру.
| Група A                                 | Група B                      | Група C                           | Група D                 |
| --------------------------------------- | ---------------------------- | --------------------------------- | ----------------------- |
| Габон Буркіна-Фасо Камерун Гвінея-Бісау | Алжир Туніс Сенегал Зімбабве | Кот-д'Івуар ДР Конго Марокко Того | Гана Малі Єгипет Уганда |

## Група A

### Габон
Головний тренер:  Хосе Антоніо Камачо
Остаточний склад був оголошений 27 грудня 2016 року, Аксель Меє, Йоганн Ленгулама і Дональд Нзе були названі як резервні гравці.
| №  | Поз. | Гравець                       | Дата народження (вік)            | Матчів | Клуб                    |
| -- | ---- | ----------------------------- | -------------------------------- | ------ | ----------------------- |
| 1  | ВР   | Дідьє Овоно                   | 23 січня 1983 (вік 33 роки)      | 97     | «Остенде»               |
| 2  | ЗХ   | Аарон Аппіндангоє             | 20 лютого 1992 (вік 24 роки)     | 35     | «Лаваль»                |
| 3  | ЗХ   | Франк Обамбу                  | 26 червня 1987 (вік 29 років)    | 6      | «Стад Манджі»           |
| 4  | ПЗ   | Мерлін Танджігора             | 6 квітня 1990 (вік 26 років)     | 24     | «Майджоу Хакка»         |
| 5  | ЗХ   | Бруно Екуеле Манга            | 16 липня 1988 (вік 28 років)     | 64     | «Кардіфф Сіті»          |
| 6  | ЗХ   | Йоанн Обіанг                  | 5 липня 1993 (вік 23 роки)       | 20     | «Труа»                  |
| 7  | НП   | Малік Евуна                   | 28 листопада 1992 (вік 24 роки)  | 27     | «Тяньцзинь Теда»        |
| 8  | ЗХ   | Ллойд Палюн                   | 28 листопада 1988 (вік 28 років) | 39     | «Ред Стар»              |
| 9  | НП   | П'єр-Емерік Обамеянг          | 18 червня 1989 (вік 27 років)    | 52     | «Боруссія» (Дортмунд)   |
| 10 | ПЗ   | Маріо Леміна                  | 1 вересня 1993 (вік 23 роки)     | 8      | «Ювентус»               |
| 11 | ПЗ   | Леві Мадінда                  | 11 червня 1992 (вік 24 роки)     | 44     | «Хімнастік» (Таррагона) |
| 12 | ПЗ   | Гелор Канга                   | 1 вересня 1990 (вік 26 років)    | 27     | «Црвена Звезда»         |
| 13 | ПЗ   | Самсон Мбінгі                 | 9 лютого 1992 (вік 24 роки)      | 32     | «Раджа»                 |
| 14 | НП   | Серж Кевін                    | 3 серпня 1994 (вік 22 роки)      | 4      | «Уніау Лейрія»          |
| 15 | ПЗ   | Седрік Ондо Бійоге            | 17 серпня 1994 (вік 22 роки)     | 5      | «Мунана»                |
| 16 | ВР   | Антоні Мфа Мезюї              | 7 березня 1991 (вік 25 років)    | 8      | Вільний агент           |
| 17 | ПЗ   | Андре Бійого Поко             | 7 березня 1993 (вік 23 роки)     | 45     | «Кардемір Карабюкспор»  |
| 18 | ПЗ   | Серж-Жуніор Мартінссон Нгуалі | 23 січня 1992 (вік 24 роки)      | 0      | «Броммапойкарна»        |
| 19 | ЗХ   | Бенджамін Зе Ондо             | 18 червня 1987 (вік 29 років)    | 20     | «Моста»                 |
| 20 | ПЗ   | Деніс Буанга                  | 11 листопада 1994 (вік 22 роки)  | 0      | «Тур»                   |
| 21 | ЗХ   | Йоанн Вахтер                  | 7 квітня 1992 (вік 24 роки)      | 1      | «Седан»                 |
| 22 | ПЗ   | Дідьє Ібрагім Н'Донг          | 17 червня 1994 (вік 22 роки)     | 22     | «Сандерленд»            |
| 23 | ВР   | Ів Бітсекі Мото               | 23 квітня 1983 (вік 33 роки)     | 20     | «Мунана»                |

### Буркіна-Фасо
Головний тренер:  Паулу Дуарті
Попередній склад з 24 гравців був оголошений 15 грудня 2016 року. Сулеймане Куанда був викликаний додатково 21 грудня. Остаточний склад був оголошений 6 січня 2017 року, у якому не знайшлось місця Ернесту Конго та Іссумайла Лінгане.
| №  | Поз. | Гравець           | Дата народження (вік)         | Матчів | Клуб                   |
| -- | ---- | ----------------- | ----------------------------- | ------ | ---------------------- |
| 1  | ВР   | Абубакар Савадого | 10 серпня 1989 (вік 27 років) | 0      | «Кадіого»              |
| 2  | ЗХ   | Стів Яго          | 16 грудня 1992 (вік 24 роки)  | 29     | «Тулуза»               |
| 3  | ЗХ   | Іссуф Паро        | 16 жовтня 1994 (вік 22 роки)  | 2      | «Сантус»               |
| 4  | ЗХ   | Бакарі Коне       | 27 квітня 1988 (вік 28 років) | 66     | «Малага»               |
| 5  | ЗХ   | Патрік Мало       | 18 лютого 1992 (вік 24 роки)  | 6      | «Смоуха»               |
| 6  | ПЗ   | Бакарі Саре       | 5 травня 1990 (вік 26 років)  | 2      | «Морейренсе»           |
| 7  | ПЗ   | Прежюс Накульма   | 21 квітня 1987 (вік 29 років) | 37     | «Кайсеріспор»          |
| 8  | НП   | Абду Разак Траоре | 28 грудня 1988 (вік 28 років) | 30     | «Кардемір Карабюкспор» |
| 9  | НП   | Бану Діавара      | 13 лютого 1992 (вік 24 роки)  | 6      | «Смоуха»               |
| 10 | ПЗ   | Ален Траоре       | 1 січня 1988 (вік 29 років)   | 43     | «Кайсеріспор»          |
| 11 | ПЗ   | Жонатан Пітруапа  | 12 квітня 1986 (вік 30 років) | 68     | «Ан-Наср»              |
| 12 | ПЗ   | Адама Гіра        | 24 квітня 1988 (вік 28 років) | 15     | «Ланс»                 |
| 13 | ЗХ   | Сулеймане Куанда  | 21 вересня 1992 (вік 24 роки) | 2      | «АСЕК Мімозас»         |
| 14 | ЗХ   | Іссуфу Дайо       | 6 серпня 1991 (вік 25 років)  | 18     | «Ренессанс Беркан»     |
| 15 | НП   | Арістід Бансе     | 19 вересня 1984 (вік 32 роки) | 60     | «АСЕК Мімозас»         |
| 16 | ВР   | Коффі Куаку       | 16 жовтня 1996 (вік 20 років) | 3      | «АСЕК Мімозас»         |
| 17 | ПЗ   | Жонатан Зонго     | 6 квітня 1989 (вік 27 років)  | 21     | «Альмерія»             |
| 18 | ПЗ   | Шарль Каборе      | 9 лютого 1988 (вік 28 років)  | 74     | «Краснодар»            |
| 19 | ПЗ   | Бертран Траоре    | 6 вересня 1995 (вік 21 рік)   | 31     | «Аякс»                 |
| 20 | ЗХ   | Якуба Кулібалі    | 2 жовтня 1994 (вік 22 роки)   | 3      | «Расінг де Бобо»       |
| 21 | НП   | Сиріл Баяла       | 24 травня 1996 (вік 20 років) | 5      | «Шериф» (Тирасполь)    |
| 22 | ПЗ   | Блаті Туре        | 4 серпня 1994 (вік 22 роки)   | 0      | «Омонія»               |
| 23 | ВР   | Жермен Сану       | 26 травня 1992 (вік 24 роки)  | 23     | «Бове Уаз»             |

### Камерун
Головний тренер:  Уго Броос
Попередній склад із 35 гравців був оприлюднений 12 грудня 2016 року. 20 грудня було озвучено, що Гі Н'ді Ассембе, Андре Онана, Жоель Матіп, Аллан Ньом, Максім Пундже, Ібрагім Амаду and Андре-Франк Замбо-Ангісса вирішили не брати участь у змаганнях. Ерік Максім Шупо-Мотінг також вирішив знятись зі змагань 3 січня 2017 року. Остаточний склад був оголошений 4 січня 2017, без таких гравців як Анатоле Абанг, Анрі Бедімо, Орельєн Шеджу та Франк Ком.
| №  | Поз. | Гравець                | Дата народження (вік)            | Матчів | Клуб                               |
| -- | ---- | ---------------------- | -------------------------------- | ------ | ---------------------------------- |
| 1  | ВР   | Фабріс Ондоа           | 24 грудня 1995 (вік 21 рік)      | 22     | «Севілья Атлетіко»                 |
| 2  | ЗХ   | Ернест Мабука          | 16 червня 1988 (вік 28 років)    | 0      | «Жиліна»                           |
| 3  | ЗХ   | Ніколя Н'Кулу          | 27 березня 1990 (вік 26 років)   | 71     | «Ліон»                             |
| 4  | ЗХ   | Адольф Тейку           | 23 червня 1990 (вік 26 років)    | 4      | «Сошо»                             |
| 5  | ЗХ   | Мікаель Нгадеу-Нгаджуї | 23 листопада 1990 (вік 26 років) | 4      | Славія                             |
| 6  | ЗХ   | Амбруаз Ойонго         | 22 червня 1991 (вік 25 років)    | 20     | Монреаль Імпакт                    |
| 7  | ПЗ   | Клінтон Н'Жьє          | 15 серпня 1993 (вік 23 роки)     | 16     | «Марсель»                          |
| 8  | НП   | Бенджамін Муканджо     | 12 листопада 1988 (вік 28 років) | 40     | «Лор'ян»                           |
| 9  | НП   | Жак Зуа                | 6 вересня 1991 (вік 25 років)    | 14     | «Кайзерслаутерн»                   |
| 10 | НП   | Венсан Абубакар        | 22 січня 1992 (вік 24 роки)      | 48     | «Бешікташ»                         |
| 11 | ПЗ   | Едгар Саллі            | 17 серпня 1992 (вік 24 роки)     | 33     | «Нюрнберг»                         |
| 12 | ПЗ   | Франк Боя              | 1 липня 1996 (вік 20 років)      | 1      | «АПЕЖЕС Академі»                   |
| 13 | НП   | Кристіан Бассогог      | 18 жовтня 1995 (вік 21 рік)      | 1      | «Ольборг»                          |
| 14 | ПЗ   | Жорж Манджек           | 9 грудня 1988 (вік 28 років)     | 29     | «Мец»                              |
| 15 | ПЗ   | Себастьєн Сіані        | 21 грудня 1986 (вік 30 років)    | 10     | «Остенде»                          |
| 16 | ВР   | Жуль Года              | 30 травня 1989 (вік 27 років)    | 1      | «Аяччо»                            |
| 17 | ПЗ   | Арно Джум              | 2 травня 1989 (вік 27 років)     | 3      | «Гарт оф Мідлотіан»                |
| 18 | НП   | Роберт Ндіп Тамбе      | 22 лютого 1994 (вік 22 роки)     | 2      | «Спартак» (Трнава)                 |
| 19 | ЗХ   | Коллінс Фаї            | 13 серпня 1992 (вік 24 роки)     | 2      | Стандард (Льєж)                    |
| 20 | НП   | Карл Токо Екамбі       | 14 вересня 1992 (вік 24 роки)    | 7      | «Анже»                             |
| 21 | ЗХ   | Мохаммед Джетей        | 18 серпня 1994 (вік 22 роки)     | 3      | «Хімнастік» (Таррагона)            |
| 22 | ЗХ   | Джонатан Нгвем         | 20 липня 1991 (вік 25 років)     | 2      | «Прогрешшу ду Самбізанга» (Луанда) |
| 23 | ВР   | Жорж Бокве             | 14 липня 1989 (вік 27 років)     | 0      | «Котон Спорт»                      |

### Гвінея-Бісау
Головний тренер: Басіро Канде
Попередній склад із 35 гравців був оприлюднений 18 грудня 2016 року. Елізеу Кассама та Язалде відхилили свій виклик. Остаточний склад був оголошений 4 січня 2017, без таких гравців як Абуду, Гуті Алмада, Мама Самба Балде, Еделіно Є, Едуард Менді, Формоз Менді, Меска, Пеле, Бруно Прейра, Жан-Поль Менді, Сісеру Семеду та Зе Турбо. Руй Дабо хоча попередньо не був викликаний, однак був доданий до офіційного складу.
| №  | Поз. | Гравець          | Дата народження (вік)            | Матчів | Клуб                  |
| -- | ---- | ---------------- | -------------------------------- | ------ | --------------------- |
| 1  | ВР   | Жонас Мендеш     | 20 листопада 1989 (вік 27 років) | 20     | «Салгейруш»           |
| 2  | ЗХ   | Еммануель Менді  | 30 березня 1990 (вік 26 років)   | 4      | «Чахлеул»             |
| 3  | ПЗ   | Лассана Камара   | 29 грудня 1991 (вік 25 років)    | 1      | «Академіку» (Візеу)   |
| 4  | ЗХ   | Томас Дабо       | 20 жовтня 1993 (вік 23 роки)     | 0      | «Брага B»             |
| 5  | ЗХ   | Рудінілсон Сілва | 20 серпня 1994 (вік 22 роки)     | 5      | Вільний агент         |
| 6  | ЗХ   | Ерідсон          | 25 червня 1990 (вік 26 років)    | 16     | «Фреамунде»           |
| 7  | ПЗ   | Зезінью          | 23 вересня 1992 (вік 24 роки)    | 20     | «Левадіакос»          |
| 8  | ПЗ   | Франсішку Жуніор | 18 січня 1992 (вік 24 роки)      | 0      | «Стремсгодсет»        |
| 9  | НП   | Абель Камара     | 6 січня 1990 (вік 27 років)      | 1      | «Белененсеш»          |
| 10 | ПЗ   | Бокунжи Ка       | 28 грудня 1986 (вік 30 років)    | 20     | Вільний агент         |
| 11 | ПЗ   | Нані Соареш      | 17 вересня 1991 (вік 25 років)   | 4      | «Фелгейраш»           |
| 12 | ВР   | Папа Мбає        | 11 грудня 1985 (вік 31 рік)      | 1      | «Орельяна»            |
| 13 | НП   | Фредерік Менді   | 18 листопада 1988 (вік 28 років) | 2      | «Чеджу Юнайтед»       |
| 14 | ЗХ   | Жуарі Соареш     | 20 лютого 1992 (вік 24 роки)     | 5      | «Мафра»               |
| 15 | ПЗ   | Тоні Сілва       | 15 вересня 1993 (вік 23 роки)    | 2      | «Левадіакос»          |
| 16 | ЗХ   | Агостінью Соареш | 27 січня 1990 (вік 26 років)     | 5      | «Спортінг» (Ковілья)  |
| 17 | НП   | Леокізіо Самі    | 18 грудня 1988 (вік 28 років)    | 10     | «Акхісар Беледієспор» |
| 18 | ПЗ   | Пікеті           | 12 лютого 1993 (вік 23 роки)     | 5      | «Брага B»             |
| 19 | НП   | Жуан Маріу       | 11 жовтня 1993 (вік 23 роки)     | 3      | «Шавеш»               |
| 20 | ПЗ   | Ідрісса Камара   | 30 жовтня 1992 (вік 24 роки)     | 5      | «Авелліно 1912»       |
| 21 | НП   | Алдаїр           | 31 січня 1992 (вік 24 роки)      | 0      | «Ольяненсе»           |
| 22 | ЗХ   | Мамаду Канде     | 29 серпня 1990 (вік 26 років)    | 12     | «Тондела»             |
| 23 | ВР   | Руй Дабо         | 5 жовтня 1994 (вік 22 роки)      | 0      | «Кова-да-Пієдаде»     |

## Група B

### Алжир
Головний тренер:  Жорж Лекенс
Попередній склад із 32 гравців був оприлюднений 22 грудня 2016 року. Остаточний склад був визначений 31 грудня 2016 року, без таких гравців як Аюб Аззі, Ісхак Бельфоділь, Ісмаель Беннакер, Яссін Бенз'я, Соф'ян Фегулі, Хуарі Ферхані, Карл Меджані, Адам Унас та Ідрісс Сааді. 11 січня 2017 року Ісмаель Беннакер був викликаний, що замінити Сафіра Таїдер, який отримав травму на тренуванні.
| №  | Поз. | Гравець                   | Дата народження (вік)            | Матчів | Клуб              |
| -- | ---- | ------------------------- | -------------------------------- | ------ | ----------------- |
| 1  | ВР   | Шамседдін Рахмані         | 15 вересня 1990 (вік 26 років)   | 0      | «MO Беджая»       |
| 2  | ЗХ   | Аїсса Манді               | 22 жовтня 1991 (вік 25 років)    | 27     | «Реал Бетіс»      |
| 3  | ЗХ   | Фаузі Гулям               | 1 лютого 1991 (вік 25 років)     | 30     | «Наполі»          |
| 4  | ЗХ   | Ліассін Кадамуро-Бентаїба | 5 березня 1988 (вік 28 років)    | 11     | «Серветт»         |
| 5  | ЗХ   | Хішам Белкаруї            | 24 серпня 1990 (вік 26 років)    | 9      | «Есперанс»        |
| 6  | ЗХ   | Джамель Месбах            | 9 жовтня 1984 (вік 32 роки)      | 35     | «Кротоне»         |
| 7  | ПЗ   | Ріяд Марез                | 21 лютого 1991 (вік 25 років)    | 27     | «Лестер Сіті»     |
| 8  | ПЗ   | Ісмаель Беннасер          | 1 грудня 1997 (вік 19 років)     | 1      | «Арсенал»         |
| 9  | ПЗ   | Соф'ян Ганні              | 29 грудня 1990 (вік 26 років)    | 2      | «Андерлехт»       |
| 10 | ПЗ   | Набіль Бенталєб           | 24 листопада 1994 (вік 22 роки)  | 22     | «Шальке 04»       |
| 11 | ПЗ   | Ясін Брагімі              | 8 лютого 1990 (вік 26 років)     | 31     | «Порту»           |
| 12 | ЗХ   | Мохамед Беньяхія          | 30 червня 1992 (вік 24 роки)     | 0      | «УСМ Алжир»       |
| 13 | НП   | Іслам Слімані             | 18 червня 1988 (вік 28 років)    | 46     | «Лестер Сіті»     |
| 14 | НП   | Багдад Бунеджах           | 30 листопада 1991 (вік 25 років) | 7      | «Аль-Садд»        |
| 15 | НП   | Ель-Арабі Гіляль Судані   | 25 листопада 1987 (вік 29 років) | 39     | «Динамо» (Загреб) |
| 16 | ВР   | Малік Асселах             | 8 липня 1986 (вік 30 років)      | 1      | «Кабілія»         |
| 17 | ПЗ   | Адлен Ґедіура             | 12 листопада 1985 (вік 31 рік)   | 35     | «Вотфорд»         |
| 18 | ПЗ   | Рашид Геззаль             | 9 травня 1992 (вік 24 роки)      | 8      | «Ліон»            |
| 19 | ПЗ   | Мехді Абейд               | 6 серпня 1992 (вік 24 роки)      | 4      | «Діжон»           |
| 20 | ЗХ   | Мохтар Белкхітер          | 15 січня 1992 (вік 24 роки)      | 1      | «Клуб Африкен»    |
| 21 | ЗХ   | Рамі Бенсебаїні           | 16 квітня 1995 (вік 21 рік)      | 1      | «Ренн»            |
| 22 | ЗХ   | Мохамед Рабі Мефтах       | 5 травня 1985 (вік 31 рік)       | 8      | «УСМ Алжир»       |
| 23 | ВР   | Раїс М'Болі               | 25 квітня 1986 (вік 30 років)    | 48     | «Антальяспор»     |

### Туніс
Головний тренер:  Генрик Касперчак
Попередній склад із 41 гравця був оприлюднений 20 грудня 2016 року. Остаточний склад було визначено 4 січня 2017 року, без таких гравців як Газі Абдерраззак, Халед Аярі, Еніс Бен-Хатіра, Іссам Бен Хеміс, Фарук Бен-Мустафа, Саад Бгуїр, Неджмеддін Дагфус, Уссама Хаддаді, Хамді Харбауї, Білель Іфа, Іссам Джебалі, Алі Мачані, Іхеб Мбаркі, Яссін Меріах, Ідрісс Мхірсі, Іхеб Мсакні, Абделькадер Услаті та Йоанн Тузгар.
| №  | Поз. | Гравець               | Дата народження (вік)          | Матчів | Клуб               |
| -- | ---- | --------------------- | ------------------------------ | ------ | ------------------ |
| 1  | ВР   | Рамі Джріді           | 25 квітня 1985 (вік 31 рік)    | 14     | «Сфаксьєн»         |
| 2  | ЗХ   | Сьям Бен-Юссеф        | 21 березня 1989 (вік 27 років) | 27     | «Кан»              |
| 3  | ЗХ   | Аймен Абденнур        | 6 серпня 1989 (вік 27 років)   | 51     | «Валенсія»         |
| 4  | ЗХ   | Зіед Бугаттас         | 25 грудня 1990 (вік 26 років)  | 7      | «Етуаль дю Сахель» |
| 5  | ЗХ   | Сліман Кшук           | 7 травня 1994 (вік 22 роки)    | 0      | «Бізертен»         |
| 6  | ЗХ   | Чамседдін Дхауаді     | 16 січня 1987 (вік 29 років)   | 9      | «Есперанс»         |
| 7  | ПЗ   | Юссеф Мсакні          | 28 жовтня 1990 (вік 26 років)  | 36     | «Лехвія»           |
| 8  | ПЗ   | Хамза Ламар           | 28 травня 1990 (вік 26 років)  | 7      | «Етуаль дю Сахель» |
| 9  | НП   | Ахмед Акаїші          | 23 лютого 1989 (вік 27 років)  | 21     | «Аль-Іттіхад»      |
| 10 | ПЗ   | Вахбі Хазрі           | 8 лютого 1991 (вік 25 років)   | 27     | «Сандерленд»       |
| 11 | НП   | Таха Яссін Хеніссі    | 6 січня 1992 (вік 25 років)    | 12     | «Есперанс»         |
| 12 | ЗХ   | Алі Маалул            | 1 січня 1990 (вік 27 років)    | 31     | «Аль-Аглі»         |
| 13 | ПЗ   | Ферджані Сассі        | 18 березня 1992 (вік 24 роки)  | 25     | «Есперанс»         |
| 14 | ПЗ   | Мохамед Амін Бен-Амор | 3 травня 1992 (вік 24 роки)    | 13     | «Етуаль дю Сахель» |
| 15 | ПЗ   | Ларрі Азуні           | 23 березня 1994 (вік 22 роки)  | 3      | «Нім»              |
| 16 | ВР   | Аймен Матлуті         | 14 вересня 1984 (вік 32 роки)  | 59     | «Етуаль дю Сахель» |
| 17 | ЗХ   | Хамза Матлуті         | 25 липня 1992 (вік 24 роки)    | 25     | «Сфаксьєн»         |
| 18 | ПЗ   | Ахмед Халіл           | 21 грудня 1994 (вік 22 роки)   | 2      | «Клуб Африкен»     |
| 19 | НП   | Сабер Хеліфа          | 14 жовтня 1986 (вік 30 років)  | 38     | «Клуб Африкен»     |
| 20 | ЗХ   | Мохамед Алі Якубі     | 5 жовтня 1990 (вік 26 років)   | 11     | «Чайкур Різеспор»  |
| 21 | ЗХ   | Хамді Наггез          | 28 жовтня 1992 (вік 24 роки)   | 6      | «Етуаль дю Сахель» |
| 22 | ВР   | Моез Бен Шеріфія      | 24 червня 1991 (вік 25 років)  | 17     | «Есперанс»         |
| 23 | ПЗ   | Наїм Сліті            | 27 липня 1992 (вік 24 роки)    | 3      | «Лілль»            |

### Сенегал
Головний тренер: Алью Сіссе
Остаточний склад був визначений 30 грудня 2016 року.
| №  | Поз. | Гравець           | Дата народження (вік)            | Матчів | Клуб               |
| -- | ---- | ----------------- | -------------------------------- | ------ | ------------------ |
| 1  | ВР   | Абдулає Діалло    | 30 березня 1992 (вік 24 роки)    | 9      | «Чайкур Різеспор»  |
| 2  | ЗХ   | Кара Мбоджі       | 11 листопада 1989 (вік 27 років) | 33     | «Андерлехт»        |
| 3  | ЗХ   | Каліду Кулібалі   | 20 червня 1991 (вік 25 років)    | 12     | «Наполі»           |
| 4  | ЗХ   | Шейк М'Бенге      | 23 липня 1988 (вік 28 років)     | 27     | «Сент-Етьєн»       |
| 5  | ПЗ   | Ідрісса Гує       | 26 вересня 1989 (вік 27 років)   | 40     | «Евертон»          |
| 6  | НП   | Фамара Д'єдью     | 15 грудня 1992 (вік 24 роки)     | 2      | «Анже»             |
| 7  | НП   | Мусса Соу         | 19 січня 1986 (вік 30 років)     | 38     | «Фенербахче»       |
| 8  | ЗХ   | Шейху Куяте       | 21 грудня 1989 (вік 27 років)    | 32     | «Вест Гем Юнайтед» |
| 9  | НП   | Маме Бірам Діуф   | 16 листопада 1987 (вік 29 років) | 38     | «Сток Сіті»        |
| 10 | ПЗ   | Садіо Мане        | 10 квітня 1992 (вік 24 роки)     | 39     | «Ліверпуль»        |
| 11 | ПЗ   | Шейх Н'Доє        | 29 березня 1986 (вік 30 років)   | 12     | «Анже»             |
| 12 | ПЗ   | Мохамед Діаме     | 14 червня 1987 (вік 29 років)    | 34     | «Ньюкасл Юнайтед»  |
| 13 | НП   | Мусса Конате      | 3 квітня 1993 (вік 23 роки)      | 21     | «Сьйон»            |
| 14 | ЗХ   | Зарго Туре        | 11 листопада 1989 (вік 27 років) | 14     | «Лор'ян»           |
| 15 | ПЗ   | Папакулі Діоп     | 19 березня 1986 (вік 30 років)   | 17     | «Еспаньйол»        |
| 16 | ВР   | Хадім Н'Діає      | 30 листопада 1984 (вік 32 роки)  | 15     | «Хоройя»           |
| 17 | ПЗ   | Папа Аліун Н'Діає | 27 жовтня 1990 (вік 26 років)    | 4      | «Османлиспор»      |
| 18 | ПЗ   | Ісмаїла Сарр      | 25 лютого 1998 (вік 18 років)    | 1      | «Мец»              |
| 19 | ЗХ   | Саліу Сісс        | 15 вересня 1989 (вік 27 років)   | 8      | «Валансьєнн»       |
| 20 | ПЗ   | Кейта Бальде      | 8 березня 1995 (вік 21 рік)      | 6      | «Лаціо»            |
| 21 | ЗХ   | Ламін Гассама     | 20 жовтня 1989 (вік 27 років)    | 24     | «Аланьяспор»       |
| 22 | ПЗ   | Анрі Севе         | 26 жовтня 1990 (вік 26 років)    | 14     | «Сент-Етьєн»       |
| 23 | ВР   | Папа Сейду Н'Діає | 11 лютого 1993 (вік 23 роки)     | 0      | «Ніаррі Таллі»     |

### Зімбабве
Головний тренер:  Каллісто Пасува
Попередній склад з 31 гравця був оприлюднений 19 грудня 2016 року. Остаточний склад був визначений 4 січня 2017 року, без таких гравців як Нельсон Чадія, Ліберті Чакорома, Талент Чавапіва, Роналд Чітійо, Тафадзва Кутінью, Блессінг Мойо, Маршал Мудехве and Тендай Ндлову.
| №  | Поз. | Гравець           | Дата народження (вік)         | Матчів | Клуб                 |
| -- | ---- | ----------------- | ----------------------------- | ------ | -------------------- |
| 1  | ВР   | Бернард Донован   | 12 липня 1995 (вік 21 рік)    | 9      | «Гоу Майн»           |
| 2  | ЗХ   | Коста Нгамоінесу  | 6 січня 1986 (вік 31 рік)     | 7      | «Спарта» (Прага)     |
| 3  | ПЗ   | Денні Фірі        | 25 липня 1989 (вік 27 років)  | 30     | «Голден Ерроуз»      |
| 4  | ЗХ   | Гардлайф Звірекві | 5 травня 1987 (вік 29 років)  | 36     | «КАПС Юнайтед»       |
| 5  | ЗХ   | Еліша Муроїва     | 28 січня 1989 (вік 27 років)  | 7      | «Дайнамоз»           |
| 6  | ЗХ   | Онісмор Бгасера   | 7 січня 1986 (вік 31 рік)     | 29     | «Суперспорт Юнайтед» |
| 7  | НП   | Меттью Русіке     | 28 червня 1990 (вік 26 років) | 5      | «Гельсінгборг»       |
| 8  | НП   | Еванс Русіке      | 13 червня 1990 (вік 26 років) | 8      | «Маріцбург Юнайтед»  |
| 9  | НП   | Няша Мушекві      | 21 серпня 1987 (вік 29 років) | 14     | «Далянь Іфан»        |
| 10 | ПЗ   | Кудакваше Магачі  | 29 вересня 1993 (вік 23 роки) | 17     | «Голден Ерроуз»      |
| 11 | НП   | Тендай Ндоро      | 15 травня 1985 (вік 31 рік)   | 8      | «Орландо Пайретс»    |
| 12 | ЗХ   | Брюс Кангва       | 24 липня 1988 (вік 28 років)  | 11     | «Азам»               |
| 13 | НП   | Кутберт Маладжила | 3 жовтня 1985 (вік 31 рік)    | 28     | «Бідвест Вітс»       |
| 14 | ПЗ   | Віллард Кацанде   | 15 січня 1986 (вік 30 років)  | 22     | «Кайзер Чифс»        |
| 15 | ЗХ   | Тінейдж Гадебе    | 17 вересня 1995 (вік 21 рік)  | 10     | «Чіккен Інн»         |
| 16 | ВР   | Татенда Мкурува   | 4 січня 1996 (вік 21 рік)     | 13     | «Дайнамоз»           |
| 17 | НП   | Ноледж Мусона     | 21 червня 1990 (вік 26 років) | 26     | «Остенде»            |
| 18 | ПЗ   | Марвелус Накамба  | 19 січня 1994 (вік 22 роки)   | 5      | «Вітессе»            |
| 19 | ЗХ   | Лоуренс Мгланга   | 20 грудня 1993 (вік 23 роки)  | 9      | «Чіккен Інн»         |
| 20 | ПЗ   | Хама Білліат      | 19 серпня 1990 (вік 26 років) | 22     | «Мамелоді Сандаунз»  |
| 21 | НП   | Тіно Кадевере     | 5 січня 1996 (вік 21 рік)     | 3      | «Юргорден»           |
| 22 | ЗХ   | Оскар Мачапа      | 1 червня 1987 (вік 29 років)  | 11     | «АС Віта Клуб»       |
| 23 | ВР   | Такабва Мавая     | 2 березня 1993 (вік 23 роки)  | 0      | «Гванґе»             |

## Група C

### Кот-д'Івуар
Головний тренер:  Мішель Дюссьє
Попередній склад із 24 гравця був визначений 28 грудня 2016 року. Остаточний склад був оприлюднений 4 січня 2017 року, без Усмана Вієра.
| №  | Поз. | Гравець           | Дата народження (вік)            | Матчів | Клуб                |
| -- | ---- | ----------------- | -------------------------------- | ------ | ------------------- |
| 1  | ВР   | Саюба Манде       | 15 червня 1993 (вік 23 роки)     | 4      | «Стабек»            |
| 2  | НП   | Ніколя Пепе       | 29 травня 1995 (вік 21 рік)      | 1      | «Анже»              |
| 3  | ПЗ   | Серж Н'Гессан     | 31 липня 1994 (вік 22 роки)      | 13     | «Нансі»             |
| 4  | ЗХ   | Ламін Коне        | 1 лютого 1989 (вік 27 років)     | 9      | «Сандерленд»        |
| 5  | ЗХ   | Вільфред Канон    | 6 липня 1993 (вік 23 роки)       | 15     | «АДО Ден Гаг»       |
| 6  | ПЗ   | Жан Сері          | 19 липня 1991 (вік 25 років)     | 9      | «Ніцца»             |
| 7  | ПЗ   | Віктор'єн Ангбан  | 29 вересня 1996 (вік 20 років)   | 5      | «Гранада»           |
| 8  | НП   | Саломон Калу      | 5 серпня 1985 (вік 31 рік)       | 88     | «Герта»             |
| 9  | НП   | Вільфрід Заа      | 10 листопада 1992 (вік 24 роки)  | 1      | «Крістал Пелес»     |
| 10 | ПЗ   | Шейк Дукуре       | 11 вересня 1992 (вік 24 роки)    | 11     | «Мец»               |
| 11 | ПЗ   | Франк Кесс'є      | 19 грудня 1996 (вік 20 років)    | 10     | «Аталанта»          |
| 12 | НП   | Вільфред Боні     | 10 грудня 1988 (вік 28 років)    | 47     | «Сток Сіті»         |
| 13 | НП   | Джованні Сіо      | 31 березня 1989 (вік 27 років)   | 20     | «Ренн»              |
| 14 | НП   | Джонатан Кодж'я   | 22 жовтня 1989 (вік 27 років)    | 6      | «Астон Вілла»       |
| 15 | ПЗ   | Макс Градель      | 30 листопада 1987 (вік 29 років) | 50     | «Борнмут»           |
| 16 | ВР   | Сільвен Гбоуо     | 29 жовтня 1988 (вік 28 років)    | 23     | «ТП Мазембе»        |
| 17 | ЗХ   | Серж Ор'є         | 24 грудня 1992 (вік 24 роки)     | 34     | ПСЖ                 |
| 18 | ЗХ   | Адама Траоре      | 3 лютого 1990 (вік 26 років)     | 5      | «Базель»            |
| 19 | ЗХ   | Сімон Делі        | 27 жовтня 1991 (вік 25 років)    | 4      | «Славія» (Прага)    |
| 20 | ПЗ   | Серей Ді          | 7 листопада 1984 (вік 32 роки)   | 31     | «Базель»            |
| 21 | ЗХ   | Ерік Байї         | 12 квітня 1994 (вік 22 роки)     | 17     | «Манчестер Юнайтед» |
| 22 | ЗХ   | Мамаду Багайоко   | 31 грудня 1989 (вік 27 років)    | 5      | «Сент-Трюйден»      |
| 23 | ВР   | Бадра Алі Сангаре | 30 травня 1986 (вік 30 років)    | 10     | «АС Танда»          |

### ДР Конго
Головний тренер: Флоран Ібенге
Попередній склад із 31 гравця був анонсований 23 грудня 2016 року. Бенік Афобе відхилив виклик до збірної. Остаточний склад був затверджений 6 січня 2017 року, без таких гравців як Жонатан Біджиміне, Жуніор Кабананга, Вільсон Камавуака, Кристіан Луїндама, Еліа Мещак, Вітал Нсімба та Рікі Туленгі. Незважаючи на включення до остаточного складу, Ерве Каж був пізніше замінений на Жуніора Кабананга.
| №  | Поз. | Гравець                | Дата народження (вік)            | Матчів | Клуб               |
| -- | ---- | ---------------------- | -------------------------------- | ------ | ------------------ |
| 1  | ВР   | Лей Матампі            | 18 квітня 1989 (вік 27 років)    | 21     | «ТП Мазембе»       |
| 2  | ЗХ   | Іссама Мпеко           | 3 березня 1986 (вік 30 років)    | 46     | «ТП Мазембе»       |
| 3  | ЗХ   | Фабріс Н'Сакала        | 21 липня 1990 (вік 26 років)     | 7      | «Аланьяспор»       |
| 4  | ЗХ   | Жордан Ікоко           | 3 лютого 1994 (вік 22 роки)      | 0      | «Генгам»           |
| 5  | ЗХ   | Марсель Тіссеран       | 10 січня 1993 (вік 24 роки)      | 4      | «Інгольштадт 04»   |
| 6  | НП   | Жуніор Кабананга       | 4 квітня 1989 (вік 27 років)     | 11     | «Астана»           |
| 7  | ПЗ   | Юссуф Мулумбу          | 25 січня 1987 (вік 29 років)     | 36     | «Норвіч Сіті»      |
| 8  | ПЗ   | Поль-Жозе Мпоку        | 19 квітня 1992 (вік 24 роки)     | 6      | «Панатінаїкос»     |
| 9  | НП   | Дьємерсі Мбокані       | 22 листопада 1985 (вік 31 рік)   | 37     | «Галл Сіті»        |
| 10 | ПЗ   | Неескенс Кебано        | 10 березня 1992 (вік 24 роки)    | 13     | «Фулгем»           |
| 11 | ПЗ   | Жордан Ботака          | 24 червня 1993 (вік 23 роки)     | 11     | «Чарльтон Атлетик» |
| 12 | НП   | Жонатан Болінгі        | 30 червня 1994 (вік 22 роки)     | 13     | «ТП Мазембе»       |
| 13 | ЗХ   | Жойс Ломаліса          | 18 червня 1993 (вік 23 роки)     | 19     | «АС Віта Клуб»     |
| 14 | ЗХ   | Габріель Закуані       | 31 травня 1986 (вік 30 років)    | 26     | «Нортгемптон Таун» |
| 15 | ПЗ   | Ремі Мулумба           | 2 листопада 1992 (вік 24 роки)   | 5      | «Газелек»          |
| 16 | ВР   | Мулопо Кудімбана       | 21 січня 1987 (вік 29 років)     | 8      | «Антверпен»        |
| 17 | НП   | Седрік Бакамбу         | 11 квітня 1991 (вік 25 років)    | 9      | «Вільярреал»       |
| 18 | ЗХ   | Мервель Бокаді         | 21 травня 1992 (вік 24 роки)     | 10     | «ТП Мазембе»       |
| 19 | НП   | Жеремі Бокіла          | 14 листопада 1988 (вік 28 років) | 16     | «Аль-Харітіят»     |
| 20 | ПЗ   | Жак Магома             | 23 жовтня 1987 (вік 29 років)    | 12     | «Бірмінгем Сіті»   |
| 21 | ПЗ   | Фермен Ндомбе Мубеле   | 17 квітня 1992 (вік 24 роки)     | 33     | «Аль-Аглі» (Доха)  |
| 22 | ЗХ   | Шансель Мбемба Мангулу | 8 серпня 1994 (вік 22 роки)      | 29     | «Ньюкасл Юнайтед»  |
| 23 | ВР   | Жоель Кіассумбуа       | 6 квітня 1992 (вік 24 роки)      | 3      | «Волен»            |

### Марокко
Головний тренер:  Ерве Ренар
Попередній склад із 26 гравців був визначений 22 грудня 2016 року. Азіз Бугаддуз був довикликаний 2 січня 2017 року після отриманих пошкоджень Юнеса Беланди та Уссама Таннане. Остаточний склад був оприлюднений 4 січня 2017, без таких гравців як Ісмаїл Хаддад та Мохамед Нахірі. 5 січня було оголошено, що Омар Ель-Каддурі приєднався до команди після отриманого пошкодження Нордін Амрабат, а також 13 січня Файсал Реррас був викликаний, щоб замінити Соф'ян Буфал.
| №  | Поз. | Гравець                | Дата народження (вік)          | Матчів | Клуб                      |
| -- | ---- | ---------------------- | ------------------------------ | ------ | ------------------------- |
| 1  | ВР   | Яссін Буну             | 5 квітня 1991 (вік 25 років)   | 7      | «Жирона»                  |
| 2  | ЗХ   | Хамза Мендиль          | 21 жовтня 1997 (вік 19 років)  | 5      | «Лілль»                   |
| 3  | ЗХ   | Фуад Шафік             | 16 жовтня 1986 (вік 30 років)  | 8      | «Діжон»                   |
| 4  | ЗХ   | Мануел да Кошта        | 6 травня 1986 (вік 30 років)   | 17     | «Олімпіакос»              |
| 5  | ЗХ   | Мехді Бенатія (c)      | 17 квітня 1987 (вік 29 років)  | 44     | «Ювентус»                 |
| 6  | ЗХ   | Ромен Саїсс            | 26 березня 1990 (вік 26 років) | 8      | «Вулвергемптон Вондерерз» |
| 7  | НП   | Юссеф Ен-Несірі        | 1 червня 1997 (вік 19 років)   | 6      | «Малага»                  |
| 8  | ПЗ   | Карім Ель-Ахмаді       | 27 січня 1985 (вік 31 рік)     | 35     | «Феєнорд»                 |
| 9  | НП   | Юссеф Ель-Арабі        | 3 лютого 1987 (вік 29 років)   | 39     | «Лехвія»                  |
| 10 | ЗХ   | Файсал Реррас          | 7 квітня 1993 (вік 23 роки)    | 1      | «Гарт оф Мідлотіан»       |
| 11 | ПЗ   | Файсал Феджр           | 1 серпня 1988 (вік 28 років)   | 7      | «Депортіво» (Ла-Корунья)  |
| 12 | ВР   | Мунір Моханд Мохамеді  | 10 травня 1989 (вік 27 років)  | 11     | «Нумансія»                |
| 13 | НП   | Халід Бутаїб           | 24 квітня 1987 (вік 29 років)  | 5      | «Страсбур»                |
| 14 | ПЗ   | Мбарк Буссуфа          | 15 серпня 1984 (вік 32 роки)   | 42     | «Аль-Джазіра»             |
| 15 | ПЗ   | Юссеф Аїт Беннассер    | 7 липня 1996 (вік 20 років)    | 5      | «Нансі»                   |
| 16 | ПЗ   | Омар Ель-Каддурі       | 21 серпня 1990 (вік 26 років)  | 20     | «Наполі»                  |
| 17 | ПЗ   | Набіль Дірар           | 25 лютого 1986 (вік 30 років)  | 20     | «Монако»                  |
| 18 | ЗХ   | Амін Атуші             | 1 липня 1992 (вік 24 роки)     | 1      | «Відад»                   |
| 19 | ПЗ   | Мунір Оббаді           | 4 квітня 1983 (вік 33 роки)    | 21     | «Лілль»                   |
| 20 | НП   | Азіз Бугаддуз          | 30 березня 1987 (вік 29 років) | 3      | «Санкт-Паулі»             |
| 21 | ПЗ   | Мехді Карсела-Гонсалес | 1 липня 1989 (вік 27 років)    | 14     | «Гранада»                 |
| 22 | ВР   | Яссін Ель-Харрубі      | 29 березня 1990 (вік 26 років) | 3      | «Локомотив» (Пловдив)     |
| 23 | НП   | Рашид Аліуї            | 18 червня 1992 (вік 24 роки)   | 5      | «Нім»                     |

### Того
Головний тренер:  Клод Ле Руа
Попередній склад із 25 гравців був оголошений 21 грудня 2016 року. Остаточний склад був визначений 4 січня 2017, без таких гравців як Жозеф Духаджі та Віктор Нукафу.
| №  | Поз. | Гравець            | Дата народження (вік)           | Матчів | Клуб                          |
| -- | ---- | ------------------ | ------------------------------- | ------ | ----------------------------- |
| 1  | ВР   | Седрік Менса       | 6 березня 1989 (вік 27 років)   | 15     | «Ле-Ман»                      |
| 2  | ПЗ   | Франко Атшу        | 3 грудня 1995 (вік 21 рік)      | 4      | «Динамік Тоголе»              |
| 3  | ЗХ   | Акім Уро-Сама      | 28 грудня 1997 (вік 19 років)   | 3      | «Того-Порт»                   |
| 4  | НП   | Еммануель Адебайор | 26 лютого 1984 (вік 32 роки)    | 72     | Вільний агент                 |
| 5  | ЗХ   | Серж Акакпо        | 15 жовтня 1987 (вік 29 років)   | 59     | «Трабзонспор»                 |
| 6  | ЗХ   | Абдул-Гафар Мамах  | 24 серпня 1985 (вік 31 рік)     | 84     | «Дачія»                       |
| 7  | ПЗ   | Матьє Доссеві      | 12 лютого 1988 (вік 28 років)   | 14     | «Стандард»                    |
| 8  | НП   | Комлан Агбегньядан | 26 березня 1991 (вік 25 років)  | 6      | «Вест Афрікан Футбол Академі» |
| 9  | ЗХ   | Венсан Боссу       | 7 лютого 1986 (вік 30 років)    | 27     | «Янг Афріканс»                |
| 10 | ПЗ   | Флойд Ейте         | 15 грудня 1988 (вік 28 років)   | 31     | «Фулгем»                      |
| 11 | ЗХ   | Макліб Кулум       | 5 жовтня 1987 (вік 29 років)    | 6      | «Динамік Тоголе»              |
| 12 | ПЗ   | Разак Букарі       | 25 квітня 1987 (вік 29 років)   | 15     | «Шатору»                      |
| 13 | ЗХ   | Садат Уро-Акоріко  | 1 лютого 1988 (вік 28 років)    | 35     | «Аль-Халідж»                  |
| 14 | ПЗ   | Прінс Сегбефія     | 11 березня 1991 (вік 25 років)  | 26     | «Гезтепе»                     |
| 15 | ПЗ   | Алексіс Ромао      | 18 січня 1984 (вік 32 роки)     | 64     | «Олімпіакос»                  |
| 16 | ВР   | Коссі Агасса       | 2 липня 1978 (вік 38 років)     | 66     | Вільний агент                 |
| 17 | ПЗ   | Серж Гакпе         | 7 травня 1987 (вік 29 років)    | 43     | «Дженоа»                      |
| 18 | ПЗ   | Лалавеле Атакора   | 9 листопада 1990 (вік 26 років) | 25     | «Гельсінгборг»                |
| 19 | НП   | Коджо Фо-До Лаба   | 27 січня 1992 (вік 24 роки)     | 6      | «Ренессанс Беркан»            |
| 20 | ПЗ   | Анрі Енінфул       | 21 липня 1992 (вік 24 роки)     | 9      | «Докса»                       |
| 21 | ЗХ   | Джене Даконам      | 31 грудня 1991 (вік 25 років)   | 30     | «Сент-Трюйден»                |
| 22 | ПЗ   | Ілас Бебу          | 23 квітня 1994 (вік 22 роки)    | 5      | «Фортуна» (Дюссельдорф)       |
| 23 | ВР   | Баба Чагуні        | 31 грудня 1990 (вік 26 років)   | 21     | «Марманд»                     |

## Група D

### Гана
Головний тренер:  Аврам Грант
Попередній склад із 26 гравців був оголошений 2 січня 2017 року. Остаточний склад був визначений 4 січня 2017 року, без таких гравців як Рафаель Двамена, Джозеф Аттама та Абдул Маджід Воріс, а також Абдул Фатаву Дауда замінив Адам Ларсен Кварасі, який зазнав пошкодження.
| №  | Поз. | Гравець                 | Дата народження (вік)          | Матчів | Клуб                |
| -- | ---- | ----------------------- | ------------------------------ | ------ | ------------------- |
| 1  | ВР   | Бріма Разак             | 22 червня 1987 (вік 29 років)  | 23     | «Кордова»           |
| 2  | ЗХ   | Енді Ядом               | 2 грудня 1991 (вік 25 років)   | 0      | «Барнслі»           |
| 3  | НП   | Асамоа Г'ян             | 22 листопада 1985 (вік 31 рік) | 97     | «Аль-Аглі»          |
| 4  | ЗХ   | Джонатан Менса          | 13 липня 1990 (вік 26 років)   | 55     | «Коламбус Крю»      |
| 5  | ПЗ   | Томас Партей            | 13 червня 1993 (вік 23 роки)   | 5      | «Атлетіко» (Мадрид) |
| 6  | ПЗ   | Афріїє Аккуа            | 5 січня 1992 (вік 25 років)    | 25     | «Торіно»            |
| 7  | ПЗ   | Крістіан Атсу           | 10 червня 1992 (вік 24 роки)   | 49     | «Ньюкасл Юнайтед»   |
| 8  | ПЗ   | Еммануель Аг'єманг-Баду | 2 грудня 1990 (вік 26 років)   | 73     | «Удінезе»           |
| 9  | НП   | Джордан Аю              | 11 вересня 1991 (вік 25 років) | 42     | «Астон Вілла»       |
| 10 | ПЗ   | Андре Аю                | 17 грудня 1989 (вік 27 років)  | 71     | «Вест Гем Юнайтед»  |
| 11 | ПЗ   | Вакасо Мубарак          | 25 липня 1990 (вік 26 років)   | 45     | «Панатінаїкос»      |
| 12 | ВР   | Річард Офорі            | 1 листопада 1993 (вік 23 роки) | 2      | «Олл Старс»         |
| 13 | НП   | Ебенезер Ассіфуа        | 3 липня 1993 (вік 23 роки)     | 1      | «Сьйон»             |
| 14 | ПЗ   | Бернард Текпетей        | 3 вересня 1997 (вік 19 років)  | 0      | «Шальке 04»         |
| 15 | ПЗ   | Ебенезер Офорі          | 1 липня 1995 (вік 21 рік)      | 0      | «АІК»               |
| 16 | ВР   | Абдул Фатаву Дауда      | 6 квітня 1985 (вік 31 рік)     | 25     | «Еньїмба»           |
| 17 | ЗХ   | Абдул Рахман Баба       | 2 липня 1994 (вік 22 роки)     | 25     | «Шальке 04»         |
| 18 | ПЗ   | Деніел Амарті           | 21 грудня 1994 (вік 22 роки)   | 13     | «Лестер Сіті»       |
| 19 | ЗХ   | Едвін Г'їма             | 9 березня 1991 (вік 25 років)  | 10     | «Орландо Пайретс»   |
| 20 | НП   | Самуель Теттег          | 28 липня 1996 (вік 20 років)   | 5      | «Ліферінг»          |
| 21 | ЗХ   | Джон Боє                | 23 квітня 1987 (вік 29 років)  | 54     | «Сівасспор»         |
| 22 | ЗХ   | Франк Ачимпонг          | 16 жовтня 1993 (вік 23 роки)   | 14     | «Андерлехт»         |
| 23 | ЗХ   | Гаррісон Аффул          | 24 липня 1986 (вік 30 років)   | 71     | «Коламбус Крю»      |

### Малі
Головний тренер:  Ален Жиресс
Попередній склад із 26 гравців був оголошений 30 грудня 2016 року. Остаточний склад був оголошений 4 січня 2017 року, без таких гравців Сулейман Діарра, Фалає Сако та Адама Траоре.
| №  | Поз. | Гравець          | Дата народження (вік)            | Матчів | Клуб                   |
| -- | ---- | ---------------- | -------------------------------- | ------ | ---------------------- |
| 1  | ВР   | Умар Сіссоко     | 13 вересня 1987 (вік 29 років)   | 23     | «Орлеан»               |
| 2  | ЗХ   | Амарі Траоре     | 27 січня 1992 (вік 24 роки)      | 6      | «Реймс»                |
| 3  | ЗХ   | Юссуф Коне       | 5 липня 1995 (вік 21 рік)        | 6      | «Лілль»                |
| 4  | ЗХ   | Саліф Кулібалі   | 13 травня 1988 (вік 28 років)    | 23     | «ТП Мазембе»           |
| 5  | ЗХ   | Шарль Траоре     | 1 січня 1992 (вік 25 років)      | 1      | «Труа»                 |
| 6  | ПЗ   | Лассана Кулібалі | 10 квітня 1996 (вік 20 років)    | 3      | «Бастія»               |
| 7  | НП   | Мустафа Ятабаре  | 26 січня 1986 (вік 30 років)     | 32     | «Кардемір Карабюкспор» |
| 8  | ПЗ   | Якуба Силла      | 29 листопада 1990 (вік 26 років) | 27     | «Монпельє»             |
| 9  | НП   | Мусса Марега     | 14 квітня 1991 (вік 25 років)    | 9      | «Віторія» (Гімарайнш)  |
| 10 | НП   | Каліфа Кулібалі  | 21 серпня 1991 (вік 25 років)    | 6      | «Гент»                 |
| 11 | ПЗ   | Бакарі Сако      | 26 квітня 1988 (вік 28 років)    | 18     | «Крістал Пелес»        |
| 12 | ПЗ   | Мусса Думбія     | 15 серпня 1994 (вік 22 роки)     | 6      | Ростов                 |
| 13 | ЗХ   | Молла Ваге       | 21 лютого 1991 (вік 25 років)    | 21     | «Удінезе»              |
| 14 | ПЗ   | Самбу Ятабаре    | 2 березня 1989 (вік 27 років)    | 29     | «Вердер»               |
| 15 | ЗХ   | Мохамед Конате   | 20 жовтня 1992 (вік 24 роки)     | 9      | «Ренессанс Беркан»     |
| 16 | ВР   | Сумбеїла Діакіте | 25 серпня 1984 (вік 32 роки)     | 50     | «Стад Мальєн»          |
| 17 | ПЗ   | Мамуту Н'Діає    | 15 березня 1990 (вік 26 років)   | 13     | «Антверпен»            |
| 18 | ПЗ   | Самба Соу        | 29 квітня 1989 (вік 27 років)    | 36     | «Кайсеріспор»          |
| 19 | ПЗ   | Адама Траоре     | 28 червня 1995 (вік 21 рік)      | 3      | «Монако»               |
| 20 | ПЗ   | Ів Біссума       | 30 серпня 1996 (вік 20 років)    | 6      | «Лілль»                |
| 21 | ЗХ   | Махамаду Н'Діає  | 21 червня 1990 (вік 26 років)    | 18     | «Труа»                 |
| 22 | ВР   | Джигії Діарра    | 27 лютого 1995 (вік 21 рік)      | 11     | «Стад Мальєн»          |
| 23 | ЗХ   | Усман Кулібалі   | 9 липня 1989 (вік 27 років)      | 22     | «Панатінаїкос»         |

### Єгипет
Головний тренер:  Ектор Купер
Остаточний склад був оголошений 4 січня 2017 року, у якому були відсутні такі гравців як Мохамед Авад, Ахмед Гома, Мохамед Ібрагім та Хамада Толба, попередньо викликані 29 грудня 2016 року.
| №  | Поз. | Гравець              | Дата народження (вік)           | Матчів | Клуб                |
| -- | ---- | -------------------- | ------------------------------- | ------ | ------------------- |
| 1  | ВР   | Ессам Ель-Хадарі (c) | 15 січня 1973 (вік 43 роки)     | 143    | «Ваді Дегла»        |
| 2  | ЗХ   | Алі Габр             | 10 січня 1987 (вік 30 років)    | 9      | «Замалек»           |
| 3  | ЗХ   | Ахмед Ель-Мухаммаді  | 9 вересня 1987 (вік 29 років)   | 73     | «Галл Сіті»         |
| 4  | ЗХ   | Омар Габер           | 30 січня 1992 (вік 24 роки)     | 19     | «Базель»            |
| 5  | ПЗ   | Ібрагім Салах        | 1 квітня 1987 (вік 29 років)    | 33     | «Замалек»           |
| 6  | ЗХ   | Ахмед Хеґазі         | 25 січня 1991 (вік 25 років)    | 30     | «Аль-Аглі»          |
| 7  | ЗХ   | Ахмед Фатхі          | 10 листопада 1984 (вік 32 роки) | 114    | «Аль-Аглі»          |
| 8  | ПЗ   | Тарек Амед           | 24 жовтня 1988 (вік 28 років)   | 9      | «Замалек»           |
| 9  | НП   | Ахмед Хассан Махджуб | 5 березня 1993 (вік 23 роки)    | 11     | «Брага»             |
| 10 | НП   | Мохамед Салах        | 15 червня 1992 (вік 24 роки)    | 47     | «Рома»              |
| 11 | ПЗ   | Кахраба              | 13 квітня 1994 (вік 22 роки)    | 10     | «Аль-Іттіхад»       |
| 12 | ЗХ   | Ахмед Довідар        | 29 жовтня 1987 (вік 29 років)   | 9      | «Замалек»           |
| 13 | ЗХ   | Мохамед Абдель-Шафи  | 1 липня 1985 (вік 31 рік)       | 42     | «Аль-Аглі»          |
| 14 | ПЗ   | Рамадан Собхі        | 27 червня 1997 (вік 19 років)   | 11     | «Сток Сіті»         |
| 15 | ЗХ   | Карім Хафез          | 12 березня 1996 (вік 20 років)  | 2      | «Ланс»              |
| 16 | ВР   | Шериф Екрамі         | 10 липня 1983 (вік 33 роки)     | 19     | «Аль-Аглі»          |
| 17 | ПЗ   | Мохаммед Ель-Ненні   | 11 липня 1992 (вік 24 роки)     | 50     | «Арсенал»           |
| 18 | НП   | Марван Мохсен        | 26 лютого 1989 (вік 27 років)   | 12     | «Аль-Аглі»          |
| 19 | ПЗ   | Абдаллах Ель-Саїд    | 13 червня 1985 (вік 31 рік)     | 22     | «Аль-Аглі»          |
| 20 | ЗХ   | Саад Самір           | 1 квітня 1989 (вік 27 років)    | 5      | «Аль-Аглі»          |
| 21 | ПЗ   | Махмуд Хассан        | 1 жовтня 1994 (вік 22 роки)     | 12     | «Мускрон-Перювельз» |
| 22 | ПЗ   | Амр Варда            | 17 вересня 1993 (вік 23 роки)   | 6      | «Панетолікос»       |
| 23 | ВР   | Ахмед Ель-Шенаві     | 14 травня 1991 (вік 25 років)   | 27     | «Замалек»           |

### Уганда
Головний тренер:  Милутин Средоєвич
Попередній склад із 26 гравців був оголошений 30 грудня 2016 року. Остаточний склад був визначений 4 січня 2017, без таких гравців як Едріса Лубега, Музамір Мутьяба та Бенжамін Очан.
| №  | Поз. | Гравець            | Дата народження (вік)          | Матчів | Клуб                   |
| -- | ---- | ------------------ | ------------------------------ | ------ | ---------------------- |
| 1  | ВР   | Роберт Одонгкара   | 2 вересня 1989 (вік 27 років)  | 26     | «Сент-Джордж»          |
| 2  | ЗХ   | Джозеф Очая        | 14 грудня 1993 (вік 23 роки)   | 36     | «Кампала Сіті Коунсіл» |
| 3  | ПЗ   | Джеффрі Кізіто     | 2 лютого 1993 (вік 23 роки)    | 34     | «Тхан Куангнінь»       |
| 4  | ЗХ   | Мурушід Джууко     | 14 квітня 1994 (вік 22 роки)   | 19     | «Сімба»                |
| 5  | ЗХ   | Ісаак Ісінде       | 16 квітня 1991 (вік 25 років)  | 52     | «Сент-Джордж»          |
| 6  | ПЗ   | Тоні Маведже       | 15 грудня 1987 (вік 29 років)  | 76     | «Троттур»              |
| 7  | НП   | Юнус Сентаму       | 13 серпня 1994 (вік 22 роки)   | 16     | «Ільвес»               |
| 8  | ПЗ   | Халід Аучо         | 8 серпня 1993 (вік 23 роки)    | 28     | «Барока»               |
| 9  | НП   | Джеффрі Ссерункума | 7 червня 1983 (вік 33 роки)    | 37     | «Лвеза»                |
| 10 | ПЗ   | Лувагга Кізіто     | 20 грудня 1993 (вік 23 роки)   | 29     | «Ріу-Аве»              |
| 11 | НП   | Джефрі Масса       | 19 лютого 1986 (вік 30 років)  | 63     | «Барока»               |
| 12 | ЗХ   | Деніс Ігума        | 10 лютого 1994 (вік 22 роки)   | 46     | «Аль-Ахед»             |
| 13 | ПЗ   | Мозес Олоя         | 22 жовтня 1992 (вік 24 роки)   | 45     | «Ханой T&T»            |
| 14 | ЗХ   | Ніколас Вадада     | 27 липня 1994 (вік 22 роки)    | 23     | «Вайперс»              |
| 15 | ЗХ   | Годфрі Валусімбі   | 3 липня 1989 (вік 27 років)    | 75     | «Гор Махія»            |
| 16 | ПЗ   | Хассан Вассва      | 14 лютого 1988 (вік 28 років)  | 50     | «Аль-Шорта»            |
| 17 | ПЗ   | Фарук Мія          | 26 листопада 1995 (вік 21 рік) | 37     | «Стандард»             |
| 18 | ВР   | Деніс Оньянго      | 15 травня 1987 (вік 29 років)  | 54     | «Мамелоді Сандаунз»    |
| 19 | ВР   | Джамаль Салім      | 27 травня 1995 (вік 21 рік)    | 4      | «Аль-Меррейх»          |
| 20 | ЗХ   | Тімоті Авані       | 6 серпня 1996 (вік 20 років)   | 4      | «Кампала Сіті Коунсіл» |
| 21 | НП   | Мухаммад Шабан     | 11 січня 1998 (вік 19 років)   | 1      | «Ондупарака»           |
| 22 | ПЗ   | Шафік Батамбузе    | 14 червня 1994 (вік 22 роки)   | 1      | «Таскер»               |
| 23 | ПЗ   | Майкл Азіра        | 22 серпня 1987 (вік 29 років)  | 1      | «Колорадо Репідз»      |